# Betty Molteni
Betty Molteni (Besana in Brianza, 30 agosto 1962) è un'ex mezzofondista italiana.

## Biografia
Nel 1983 conquistò il suo primo titolo di campionessa italiana assoluta come componente della quadra della SNIA Milano nella staffetta 4×1500 metri. Ottenne la maglia di campionessa nazionale altre tre volte in questa stessa disciplina nel 1984, 1985 e 1991. Fu anche una volt campionessa italiana della staffetta 4×800 metri e una dei 1500 metri piani.
Prese parte a tre edizioni dei campionati del mondo di corsa campestre in rappresentanza dell'Italia, ma non ottenne mai piazzamenti migliori dell'ottantottesimo posto in classifica.

## Progressione

### 1500 metri piani
| Stagione | Tempo   | Luogo  | Data      | Rank. Mond. |
| -------- | ------- | ------ | --------- | ----------- |
| 1988     | 4'28"65 | Verona | 27-7-1988 |             |
| 1987     | 4'16"40 | Roma   | 30-7-1987 |             |
| 1986     | 4'18"84 | Rieti  | 2-9-1984  |             |
| 1983     | 4'31"50 | Rieti  | 4-9-1983  |             |

## Palmarès
| Anno | Manifestazione    | Sede          | Evento               | Risultato | Prestazione | Note |
| ---- | ----------------- | ------------- | -------------------- | --------- | ----------- | ---- |
| 1985 | Mondiali di cross | Lisbona       | Individuale seniores | 88ª       | 16'49"      |      |
| 1986 | Mondiali di cross | Neuchâtel     | Individuale seniores | 92ª       | 16'17"9     |      |
| 1990 | Mondiali di cross | Aix-les-Bains | Individuale seniores | 102ª      | 21'10"      |      |

## Campionati nazionali
- 1 volta campionessa italiana assoluta dei 1500 metri piani (1987)
- 1 volta campionessa italiana assoluta della staffetta 4×800 metri (1989)
- 4 volte campionessa italiana assoluta della staffetta 4×1500 metri (1983, 1984, 1985, 1991)

1983
- Oro ai campionati italiani assoluti, staffetta 4×1500 metri - 18'44"92

1984
- Oro ai campionati italiani assoluti, staffetta 4×1500 metri - 19'28"66

1985
- Oro ai campionati italiani assoluti, staffetta 4×1500 metri - 18'37"07

1987
- Oro ai campionati italiani assoluti, 1500 metri piani - 4'16"40

1989
- Oro ai campionati italiani assoluti, staffetta 4×800 metri - 8'46"40

1991
- Oro ai campionati italiani assoluti, staffetta 4×1500 metri - 18'15"72

## Altre competizioni internazionali
1984
- 7ª al Golden Gala ( Pescara, 31 agosto 1984) 3000 metri piani - 9'31"58

1987
- Bronzo al Golden Gala ( Roma, 22 luglio 1987), 1500 metri piani - 4'17"99

1989
- 7ª al Golden Gala ( Pescara, 19 luglio 1989), 3000 metri piani - 9'40"73